# クリアレイク郡区 (アイオワ州セロゴード郡)
クリアレイク郡区は、アメリカ合衆国、アイオワ州、セロゴード郡にある16の郡区の一つである。2000年の国勢調査で、人口は8161人だった。

## 地理
クリアレイク郡区は、33.7平方キロメートル（13.03平方マイル)で、Venturaが含まれる。
Clear Lakeの街が、東に隣接している。